# Bystrzyca (Oder)
Bystrzyca er en flod i Polen, en venstre biflod til Oder, som den møder et par kilometer nord for (nedstrøms) fra Wrocław.
Bystrzyca blev opstemmet i 1917 nær landsbyen Lubachów for at skabe Lubachowskie-søen, og opstemmet ved Mietków i 1974 for at skabe det store reservoir Zalew Mietkowski. Floden danner også vestgrænsen for bjergkæden Uglebjergene i Centralsudeterne.
Blandt dens bifloder er Strzegomka.